# بيرتاكتين
في علم الأحياء الجزيئي، يعد البيرتاكتين (PRN) أحد عوامل الضراوة شديدة الاستمناع للبورديتيلا الشاهوقية، وهي بكتيريا تسبب السعال الديكي. وعلى وجه التحديد، يعد بروتينًا غشائيًا خارجيًا يساعد على الالتصاق بخلايا النسيج الظهاري في الرغامي. وتتم تنقية البيراكتين من البوردتيلا الشاهوقية، ويُستخدم في إنتاج اللقاحات؛ حيث يُستخدم كأحد المكونات الأساسية في لقاح السعال الديكي غير الخلوي.
يتكون جزء كبير من النهاية الأمينية لسلسلة عديدة الببتيد لبروتين البيرتاكتين من تكرارات حلزات بيتا (beta helix). كما تُفرَز تجمعات بروتين البيرتاكتين عن طريق ناقل النهاية الكربوكسيلية لسلسلة عديدة الببتيد (C-terminal).